# Luc Van Acker
Luc Van Acker (Tienen, 6 oktober 1961) is een Belgische experimentele muzikant, producer en platenlabelmanager. Hij werkte onder meer samen met of maakte deel uit van de groepen Arbeid Adelt!, Shriekback, Ministry en Revolting Cocks.
Als zanger is hij vooral bekend van Zanna (1984) en The Ship (1985).

## Historie
Van Acker bracht zijn eerste maxi-single uit in 1981. Zijn eerste solo-album, Taking Snapshots, bij hem thuis opgenomen en in eigen beheer uitgegeven, volgde in 1982. In 1983 trad hij toe tot Arbeid Adelt!, waarmee hij twee albums opnam. In die periode was hij ook studiomuzikant voor onder meer Red Zebra, Jo Lemaire en Polyphonic Size. Na een concert van Shriekback leerde hij hun bassist Dave Allen kennen. Hij speelde gitaar op het volgende Shriekback-album Jam Science (1984).
Voor zijn tweede solo-album The Ship (1984) werkte hij onder meer samen met Blaine L. Reininger (Tuxedomoon) en Jean-Marie Aerts (TC Matic). De single Zanna, een duet met Anna Domino, werd een cultklassieker en zelfs een bescheiden hitje. In 2011 werd het liedje Zanna ook gecoverd door Selah Sue en Tom Barman in een productie van The Subs. Het diende als themalied voor "Music For Life" van Studio Brussel.
In 1986 richtte hij samen met Richard 23 (Front 242) en Al Jourgensen (Ministry) het industrial-project Revolting Cocks op. Revolting Cocks ging in 1988 op een jarenlange tournee in de Verenigde Staten, alwaar ze samenwerkte met onder meer Trent Reznor (Nine Inch Nails) en Timothy Leary. De groep had een nogal controversiële reputatie en ging het choqueren niet uit de weg.
Tijdens de Amerikaanse tournee liep hij opnieuw Dave Allen tegen het lijf. Samen richtten ze World Domination Records op. In het begin van de jaren 90 richtte hij de projecten Mussolini Headkick en Danceable Weird Shit (met Jean-Marie Aerts) op. Daarna bleef het jarenlang stil rond Van Acker.
In 2005 maakte hij een comeback met een tournee door België in het voorprogramma van Anne Clark.

## Discografie

### Albums
| Album met hitnotering(en) in de Vlaamse Ultratop 200 albums | Datum van verschijnen | Datum van binnenkomst | Hoogste positie | Aantal weken | Opmerkingen   |
| ----------------------------------------------------------- | --------------------- | --------------------- | --------------- | ------------ | ------------- |
| Taking snapshots                                            | 1981                  | -                     |                 |              |               |
| Catalogue                                                   | 1992                  | -                     |                 |              | Verzamelalbum |
| The ship                                                    | 1993                  | 04-02-2012            | 58              | 4            |               |

### Singles
| Single met hitnotering(en) in de Vlaamse Ultratop 50 | Datum van verschijnen | Datum van binnenkomst | Hoogste positie | Aantal weken | Opmerkingen |
| ---------------------------------------------------- | --------------------- | --------------------- | --------------- | ------------ | ----------- |
| The fear in my heart                                 | 1981                  | -                     |                 |              |             |
| Zanna                                                | 1984                  | -                     |                 |              |             |
| ZAS                                                  | 1982                  | -                     |                 |              |             |

### Albums met Revolting Cocks
- Big sexy land (Wax Trax - 1986)
- You Goddamned son of a bitch (Wax Trax - 1988)
- Beers, Steers and Qveers (Wax Trax - 1990)
- Linger Fickin' Good (Sire - 1992)

### Albums met Mussolini Headkick
- Themes for Violent Retribution (World Domination/Wax Trax! - 1989)
- Blood on the Flag (World Domination/Caroline - 1990)

### Albums met Danceable Weird Shit
- ... Here's the CD! (World Domination - 1990)